# 고리형 뉴클레오타이드 개폐 이온 통로

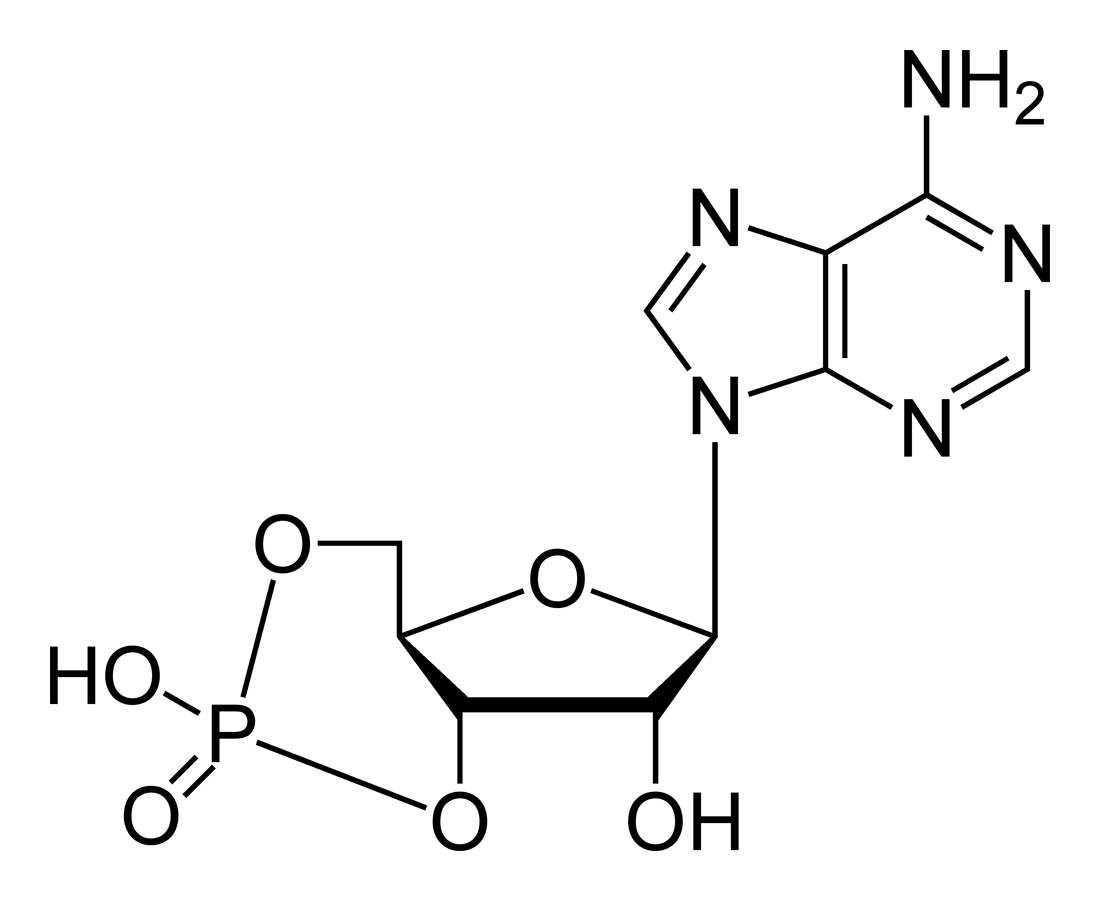
고리형 아데노신 일인산

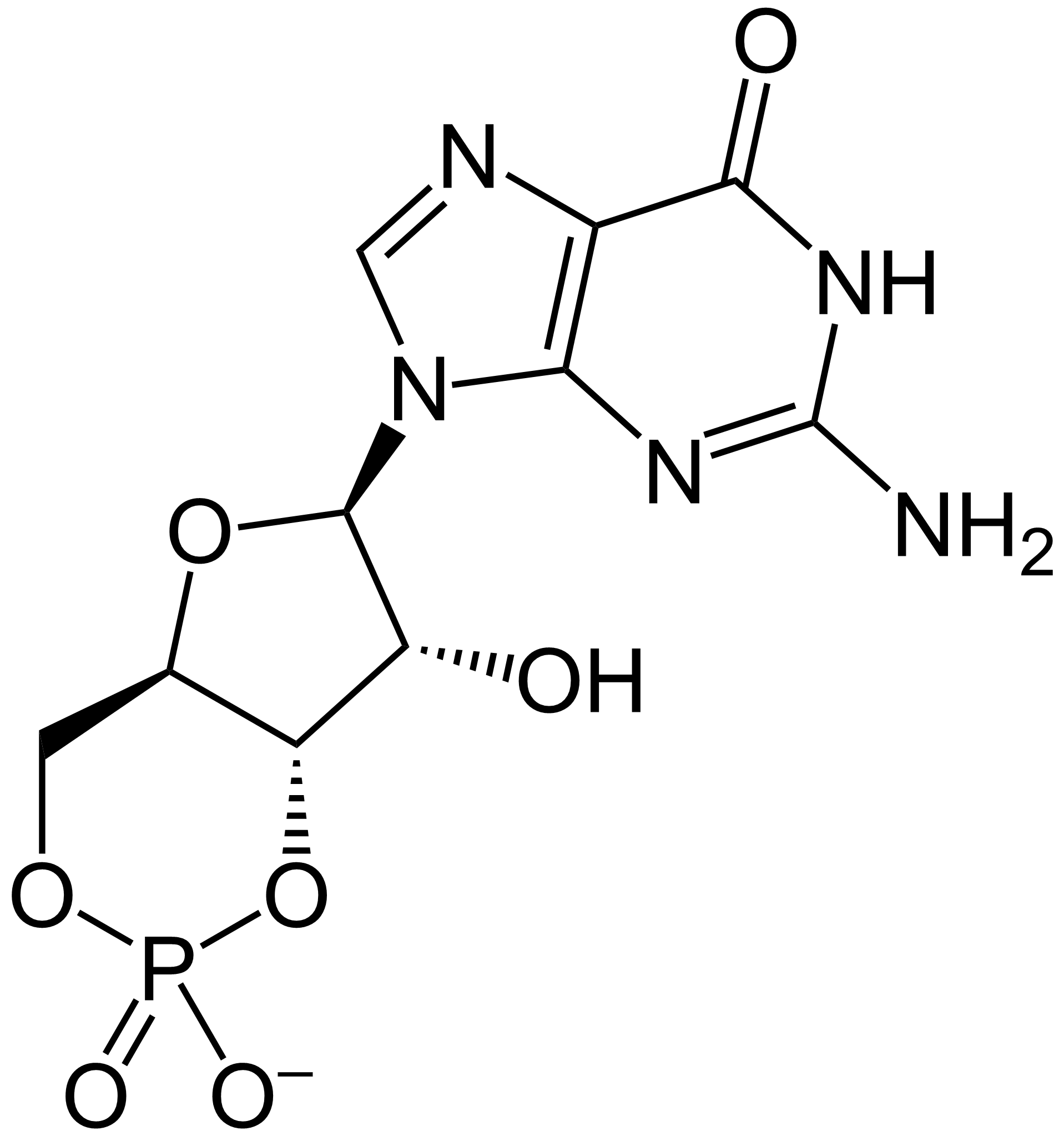
고리형 구아노신 일인산

고리형 뉴클레오타이드 개폐 이온 통로(영어: cyclic nucleotide-gated ion channel) 또는 CNG 통로(영어: CNG channel)는 세포 내부의 대표적인 2차 전령 중 하나인 고리형 뉴클레오타이드에 의해 개폐가 활성화되는 이온 통로이다.

## 작용 기작
이 통로는 화학적 리간드(고리형 뉴클레오타이드)에 의해 개폐되지만, 그들은 구조면에서 리간드 개폐 이온 통로보다는 전압 개폐 이온 통로 계열과 더 유사하다. 실제로 고리형 뉴클레오타이드 개폐 이온 통로는 종종 막 전위의 변화에 반응하는 양성 또는 음성 전하 영역을 가지고 있다. 아직까지 이러한 전하 영역의 목적과 기능은 완전히 밝혀져 있지는 않다.

## 기능
고리형 뉴클레오타이드 개폐 이온 통로는 몇몇 계통에서 특히 중요한 기능을 하고 있다.
- 포유류 후각 기관.[1] 곤충의 후각 기관에 관계되기도 한다. (doi:10.1038/nature06861)
- 시각 계통에서는, 망막의 광수용기 세포의 바깥쪽 막에서 고리형 구아노신 일인산(cGMP) 개폐 이온 통로가 발견된다. 이 통로는 고리형 구아노신 일인산의 고수준에 반응하여 열리고 양이온이 세포 속으로 흐르게 하여, 탈분극을 유발한다. 이때 세포의 상태는 암흑(암전류라고 불림)이지만, 광자가 세포 안에 있는 광수용기를 때리게 되면 고리형 구아노신 일인산이 저수준으로 낮아지게 되는 연쇄 반응이 일어나고 따라서 과분극화된다. 이와 같이, 이 세포들은 실제로 빛보다는 암흑에서 더욱 활동적이다.
- HCN 통로는 심장 박동 조절 전류와 연관되어 있다.[2]

- 신장의 집합관 내부 수질에 고리형 구아노신 일인산 개폐 양이온 통로가 존재한다. 그것은 나트륨의 재흡수를 증진시킨다. 알도스테론은 정반대의 효과를 갖고 있다.[3]

## 예

### 알파
"고리형 뉴클레오타이드 개폐 이온 통로 알파"
- 고리형 뉴클레오타이드 개폐 이온 통로 알파 1 (CNGA1[깨진 링크(과거 내용 찾기)])
- 고리형 뉴클레오타이드 개폐 이온 통로 알파 2 (CNGA2[깨진 링크(과거 내용 찾기)])
- 고리형 뉴클레오타이드 개폐 이온 통로 알파 3 (CNGA3[깨진 링크(과거 내용 찾기)])
- 고리형 뉴클레오타이드 개폐 이온 통로 알파 4 (CNGA4[깨진 링크(과거 내용 찾기)])

### 베타
"고리형 뉴클레오타이드 개폐 이온 통로 베타"
- 고리형 뉴클레오타이드 개폐 이온 통로 베타 1 (CNGB1[깨진 링크(과거 내용 찾기)])
- 고리형 뉴클레오타이드 개폐 이온 통로 베타 3 (CNGB3[깨진 링크(과거 내용 찾기)])

### 과분극 활성화
"과분극 활성화 고리형 뉴클레오티드 개폐 통로"
- HCN1
- HCN2
- HCN3
- HCN4

## 같이 보기
- 이온 통로
- 리간드 개폐 이온 통로
- 전압 개폐 이온 통로